# Avegno Gordevio
Avegno Gordevio (in dialetto ticinese Dopo Pont Brola Avegn Gordèv) è un comune svizzero di 1 479 abitanti del Canton Ticino, nel distretto di Vallemaggia.

## Geografia fisica
Avegno Gordevio è situato all'imbocco della Vallemaggia.

## Origini del nome
Il nome deriva dai vecchi nomi degli attuali due nuclei abitati.

## Storia
Il comune è stato istituito il 20 aprile 2008 con la fusione dei comuni soppressi di Avegno e Gordevio; sede del Comune è Gordevio. La fusione è stata decisa da una votazione popolare il 29 aprile 2007.
Già a partire dal Trecento, però, le comunità di Avegno e Gordevio erano strettamente legate, poiché condividevano un unico cappellano. Anche se l'ufficiale separazione da Maggia avvenne probabilmente solo verso il 1645.

## Società

### Evoluzione demografica
L'evoluzione demografica è riportata nella seguente tabella:
Abitanti censiti

## Geografia antropica

### Frazioni
- Avegno
  - Avegno Chiesa
  - Avegno di Fuori
  - Terra di Dentro
- Gordevio
  - Brièè
  - Villa

## Infrastrutture e trasporti
Dal 1907 al 1965 il comune è stato servito dalle stazioni di Avegno e Gordevio della ferrovia Locarno-Ponte Brolla-Bignasco.

## Amministrazione

### Gemellaggi
- Avegno (gemellaggio ereditato dal precedente comune di Avegno)[senza fonte]